# Robbie Ftorek
Robert Brian "Robbie" Ftorek, född 2 januari 1952 i Needham i Massachusetts, är en amerikansk före detta ishockeyspelare.
Ftorek blev olympisk silvermedaljör i ishockey vid vinterspelen 1972 i Sapporo.